# Taller de los Figueroa

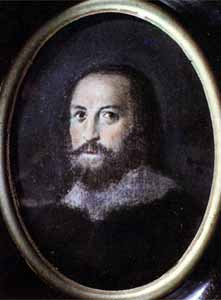
Gregorio Vásquez de Arce y Ceballos

El Taller de Gaspar de Figueroa fue un espacio de formación artística fundado en el XVII durante la época colonial en el Reino de la Nueva Granada, en la actual Colombia. Fue dirigido por Gaspar de Figueroa y se destacó como cuna del arte en la región, produciendo obras influyentes y formando artistas relevantes de la época.

## Historia
El taller, fundado por Gaspar de Figueroa, tuvo su sede en la ciudad de Bogotá, entonces conocida como Santafé. Este espacio fue clave para la formación artística de varios pintores destacados, incluidos sus hijos Nicolás y Baltasar Vargas de Figueroa, así como otros artistas como Gregorio Vásquez de Arce y Ceballos, Fray Gregorio Carvallo de la Parra y Tomás Fernández de Heredia.
Durante el auge del taller, se realizaron numerosas obras religiosas para iglesias y conventos, pero también se introdujo una ampliación temática con retratos de figuras prominentes como Hernando Arias de Ugarte y Fray Cristóbal de Torres, marcando una transición hacia un arte más variado.
El estilo del taller estuvo influido por el Barroco español, particularmente por la obra de Francisco de Zurbarán, lo que se refleja en el uso del claroscuro y el dramatismo de las composiciones.

## Obras destacadas
| Imagen | Título                               | Año         | Técnica | Dimensiones   | Localización                                        | Autor                               |
| ------ | ------------------------------------ | ----------- | ------- | ------------- | --------------------------------------------------- | ----------------------------------- |
|        | La Huida a Egipto                    | Desconocido | Óleo    | 1,59 x 1,11 m | Iglesia Parroquial de Turmequé, Turmequé            | Baltasar de Figueroa                |
|        | Ecce Homo                            | Desconocido | Óleo    | 0,82 x 0,61 m | Iglesia de Santa Bárbara, Bogotá                    | Gaspar de Figueroa                  |
|        | Alegoría de la Inmaculada Concepción | Desconocido | Óleo    |               | Museo Banco de la República, Bogotá                 | Gregorio Vásquez de Arce y Ceballos |
|        | Martirio de Santa Bárbara            | Desconocido | Óleo    |               | Iglesia de Santa Bárbara, Bogotá                    | Baltasar Vargas de Figueroa         |
|        | Fray Cristóbal de Torres y Motones   | 1643        | Óleo    |               | Colegio Mayor de Nuestra Señora del Rosario, Bogotá | Gaspar de Figueroa                  |
|        | Hernando Arias de Ugarte             | Desconocido | Óleo    |               | Museo Iglesia Santa Clara, Bogotá                   | Gaspar de Figueroa                  |

## Influencias y legado
La producción del taller estuvo marcada por la influencia del Barroco español y el uso de grabados flamencos como referencia. Además, el taller funcionó como un puente entre las tradiciones artísticas europeas y el surgimiento de una identidad local en la Nueva Granada. Su legado perdura en las colecciones de arte colonial en museos e iglesias.